# 영어사전
영어사전(英語辭典)은 영어 단어를 설명하기 위해 제작된 사전이다. 영어를 한국어로 풀이한 영한사전(英韓辭典), 한국어를 영어로 풀이한 사전인 한영사전(韓英辭典), 영어를 영어로 풀이한 영영사전(英英辭典) 등이 있다

## 같이 보기
- 영어
- 영한사전
- 한영사전
- 영영사전
- 웹스터 영어사전
- 옥스포드 영어사전
- 롱맨
- 영어 위키낱말사전
- 챔버스 영어사전